# Sperry Corporation
Sperry Corporation était une société américaine de systèmes de guidage électroniques, active entre 1910 et 1986. Son siège social se situait à Lake Success et elle disposait d'une usine à Long Island.

## Historique
Elmer Ambrose Sperry a fondé Sperry Gyroscope Company en 1910. Cette société fabriquait du matériel de navigation. Une société nommée Sperry Corporation a été créée en 1933. Cette société était un holding incluant un ensemble de sociétés telles que Sperry Gyroscope, ainsi que Ford Instrument Company, Intercontinental Aviation, Inc. et d'autres.
Entre 1946 et 1951, les bureaux de la société à Lake Success, accueillirent provisoirement le siège des Nations unies, avant que celui-ci ne parte définitivement à New York.

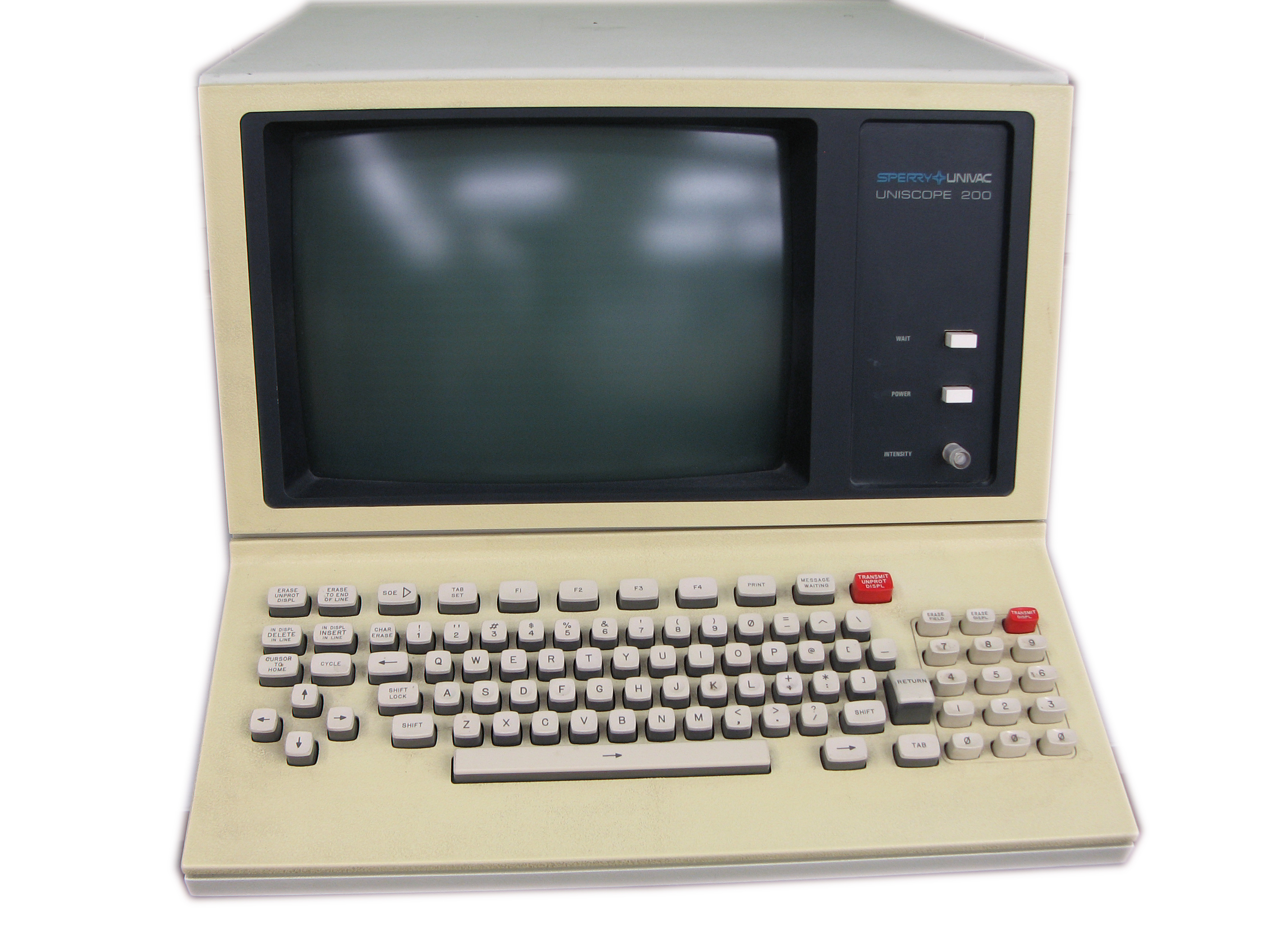
Un terminal Sperry-UNIVAC UNISCOPE 200.

En 1953, cette société a produit son premier ordinateur numérique, le SPEEDAC (en). En 1955, Sperry a acheté Remington Rand et a été rebaptisée Sperry Rand. 
La division informatique prend le nom de Sperry Univac. Sperry investit également dans d'autres domaines, comme celui du machinisme agricole en rachetant la société belge de Louis Claeys qui produit des moissonneuses-batteuses (Claeys MZ, Clayson M 103).
En 1978, Sperry Rand décide de se concentrer sur l'informatique, revend un ensemble de divisions telles que Remington Rand Systems, Remington Rand Machines, Ford Instrument Company, Sperry Aerospace et Sperry Vickers. La société reprend également son nom de Sperry Corporation. 
En 1986, Sperry fusionne avec Burroughs Corporation et devient Unisys. Certaines divisions de Sperry, telles que Sperry New Holland, Sperry Gyroscope, Sperry Vickers, Sperry Marine et Sperry Flight Systems furent ensuite revendues.